# Коровино (Мантуровский район)
Коровино — деревня в Мантуровском районе Костромской области России, в составе Подвигалихинского поселения. На уровне муниципального устройства входит в состав городского округа города Мантурово, до 2018 года входила в состав Подвигалихинского сельского поселения Мантуровского муниципального района.

## География
Деревня находится в южной части Костромской области, в пределах Восточно-Европейской равнины, в подзоне южной тайги, к западу от реки Унжи, к востоку от автодороги 34Р-5, на расстоянии приблизительно 7 километров (по прямой) к северу от Мантурова, административного центра района. Абсолютная высота — 136 метров над уровнем моря.

### Ближайшие маршруты
1. Коровино — Большое Лисицино
2. Коровино — Малое Лисицино
3. Коровино — Подвигалиха
4. Коровино — Березники
5. Коровино — Васильевское

#### Населенные пункты рядом
- Большое Лисицино
- Малое Лисицино
- Подвигалиха
- Березники
- Васильевское
- Знаменка
- Папулиха
- Евдокимово
- Вочурово
- Княжево

### Климат
Климат характеризуется как умеренно континентальный, с продолжительной холодной многоснежной зимой и сравнительно коротким умеренно тёплым дождливым летом. Среднегодовая температура воздуха — 2,2 °C. Средняя температура воздуха самого холодного месяца (января) — −12,9 °C (абсолютный минимум — −50 °C); самого тёплого месяца (июля) — 17,6 °C (абсолютный максимум — 36 °С). Безморозный период длится 112—115 дней. Годовое количество атмосферных осадков — 610 мм, из которых 418 мм выпадает в период с апреля по октябрь. Снежный покров устанавливается в середине ноября и держится в течение 150 дней.

### Часовой пояс
Деревня Коровино, как и вся Костромская область, находится в часовой зоне МСК (московское время). Смещение применяемого времени относительно UTC составляет +3:00.

## Население
| 2008 | 2010 | 2014 |
| ---- | ---- | ---- |
| 13   | ↘12  | →12  |

### Национальный состав
Согласно результатам переписи 2002 года, в национальной структуре населения русские составляли 97 % из 30 чел.